# Lista de municípios de Angola por província
Segue-se a lista de municípios de Angola ordenada por província:
| Província      | Capital       | Municípios |
| -------------- | ------------- | --- |
| Bengo          | Caxito        | Ambriz, Bula Atumba, Dande, Dembos, Nambuangongo, Pango Aluquém                                                                                    |
| Benguela       | Benguela      | Balombo, Baía Farta, Benguela, Bocoio, Caimbambo, Catumbela, Chongorói, Cubal, Ganda, Lobito                                                       |
| Bié            | Cuíto         | Andulo, Camacupa, Catabola, Chinguar, Chitembo, Cuemba, Cunhinga, Cuíto, Nharea                                                                    |
| Cabinda        | Cabinda       | Belize, Buco-Zau, Cabinda, Cacongo |
| Cuando-Cubango | Menongue      | Calai, Cuangar, Cuchi, Cuito Cuanavale, Dirico, Mavinga, Menongue, Nancova, Rivungo                                                                |
| Cuanza Norte   | Nadalatando   | Ambaca, Banga, Bolongongo, Cambambe, Cazengo, Golungo Alto, Gonguembo, Lucala, Quiculungo, Samba Caju                                              |
| Cuanza Sul     | Sumbe         | Amboim, Cassongue, Cela, Conda, Ebo, Libolo, Mussende, Porto Amboim, Quibala, Quilenda, Seles, Sumbe.                                              |
| Cunene         | Ondijiva      | Cahama, Cuanhama, Curoca, Cuvelai, Namacunde, Ombadja                                                                                              |
| Huambo         | Huambo        | Bailundo, Cachiungo, Caála, Ecunha, Huambo, Londuimbali, Longonjo, Mungo, Chicala-Choloanga, Chinjenje, Ucuma                                      |
| Huíla          | Lubango       | Caconda, Cacula, Caluquembe, Chiange, Chibia, Chicomba, Chipindo, Cuvango, Humpata, Jamba, Lubango, Matala, Quilengues, Quipungo                   |
| Luanda         | Luanda        | Belas, Cacuaco, Cazenga, Ícolo e Bengo, Luanda, Quilamba Quiaxi, Quissama, Talatona, Viana                                                         |
| Lunda Norte    | Dundo         | Cambulo, Capenda-Camulemba, Caungula, Chitato, Cuango, Cuílo, Lóvua, Lubalo, Lucapa, Xá-Muteba                                                     |
| Lunda Sul      | Saurimo       | Cacolo, Dala, Muconda, Saurimo |
| Malanje        | Malanje       | Cacuso, Calandula, Cambundi-Catembo, Cangandala, Caombo, Cuaba Nzoji, Cunda-Dia-Baze, Luquembo, Malanje, Marimba, Massango, Mucari, Quela, Quirima |
| Moxico         | Luena         | Alto Zambeze, Bundas, Camanongue, Léua, Luau, Luacano, Luchazes, Cameia, Moxico                                                                    |
| Namibe         | Moçâmedes     | Bibala, Camucuio, Moçâmedes, Tômbua, Virei |
| Uíge           | Uíge          | Alto Cauale, Ambuíla, Bembe, Buengas, Bungo, Damba, Milunga, Mucaba, Negage, Puri, Quimbele, Quitexe, Sanza Pombo, Songo, Uíge, Zombo              |
| Zaire          | Mabanza Congo | Cuimba, Mabanza Congo, Nóqui, Nezeto, Soio, Tomboco                                                                                                |